# Kósáné Kovács Magda
Kósáné Kovács Magda (Budapest, 1940. november 4. – Budapest, 2020. július 27.) pedagógus, szakszervezeti vezető, politikus. 1990 és 2004 között országgyűlési képviselő, majd 2004 és 2009 között az Európai Parlament képviselője, 1994 és 1995 között munkaügyi miniszter.

## Élete
Apja dr. Kovács Ferenc ideggyógyász főorvos, édesanyja Kelemen Teréz, pedagógus. 1958-ban érettségizett a ELTE Trefort Ágoston Gyakorlóiskolában, majd a Kossuth Lajos Tudományegyetemre vették fel. Itt két évet végzett, majd 1961-ben – Kósa Leventével kötött házassága után – visszatért Budapestre az Eötvös Loránd Tudományegyetemre, ahol 1964-ben a Bölcsészettudományi Karon szerzett magyar-francia szakos diplomát. Első munkahelye, a Leövey Klára Gimnázium volt 1964–1972 között, emellett az MTA Irodalomtudományi Intézetében tudományos munkatársként dolgozott, egy kutatócsoportban, ahol sajtó- és cenzúratörténettel foglalkozott. 
1969-ben szerzett egyetemi doktori címet Irinyi József élete és munkássága című értekezésével. 1972-től igazgatóhelyettes volt a Budapesti Dolgozók Gimnáziumában. 1974-től a Marxizmus-Leninizmus Esti Egyetem IX. kerületi tagozatát vezette. 1977-től szakszervezeti, majd a rendszerváltást követően politikai pályára lépett. A 2009-es európai parlamenti választáson már nem indult, visszavonult.

## Politikai pályafutása
1967-től 1989-ig a Magyar Szocialista Munkáspárt tagja volt. 1977-ben beválasztották a Pedagógusok Szakszervezetének a vezetőségébe, ekkortól főállásban a szakszervezet munkatársa. 1985-től a Szakszervezetek Országos Tanácsa titkára, a Hazafias Népfront országos tanácsának elnökségi tagja, 1986-tól 1989-ig a Magyar–Szovjet Baráti Társaság alelnöke, 1989-től a Ferencvárosi Munkás Szabadidő Egylet elnöke. 1989-től a Magyar Szocialista Párt tagja. Az 1990-es választásokon a budapesti 11. sz. országgyűlési egyéni választókerületben (VIII. kerület) az MSZP képviselőjeként indult, de csak listáról jutott be a parlamentbe (választókörzetében negyedik lett). Az Országgyűlésben a mentelmi bizottság tagja, frakciójában pedig a társadalmi szervezeti és érdekképviseleti munkacsoport vezetője lett. 1994-ben ugyanabban a választókörzetben egyéni mandátumhoz jutott, így ismét tagja lett az Országgyűlésnek. 
1994. július 15-én a Horn-kormány munkaügyi minisztere lett, 1995-ben azonban lemondott, mert nem értett egyet a pénzügyi megszigorításokkal és a pénzügyi tárca kormányon belüli túlhatalmával – a lemondás konkrét oka a betegszabadság finanszírozására vonatkozó pénzügyminisztériumi javaslat volt (utóda Kiss Péter lett novembertől). 1996-tól az Országgyűlés alkotmány- és igazságügyi bizottságának tagja volt, 1996. március 30-tól az MSZP ügyvezető alelnökévé választották. 1998 és 2002 között az Országgyűlés Emberi jogi, kisebbségi és vallásügyi bizottságának elnöke. 
A 2004-es európai parlamenti választáson az MSZP képviselőjeként jutott mandátumhoz, ahol 2004-től 2007-ig az Európai Szocialisták Európai Parlamenti Frakciójának alelnöke, majd 2009-ig kincstárnoka volt. A 2009-es Európai Parlamenti választásokon már nem indult.
2011-től az MSZP Táncsics Alapítványa által szervezett, Táncsics Akadémia nevű, baloldali fiataloknak szóló politikai-közéleti képzés koordinátora lett. Ugyanebben az évben csatlakozott Gyurcsány Ferenc Demokratikus Koalíciójához, ahol a párt etikai bizottságának elnökévé választották.

### Nem elég tisztességesnek lenni...
Pályafutásának egyik legtöbbet idézett mondata: Nem elég tisztességesnek lenni, annak is kell látszani. – valóságos szállóigévé vált. Maga a mondat feltehetően Horváth Imre erdélyi költőtől származik, és 1984-ben jelent meg a szerző könyvében. Visszaemlékezések szerint 1998-ban egy rádióműsorban hangzott el, kiváltó oka pedig valószínűleg a Tocsik-ügy volt.

## Művei
- Útmutató szakszervezeti tisztségviselőknek; szerk. Kósáné Kovács Magda, Sárdi Lajos; Pedagógusok Szakszervezete, Bp., 1985 (Útmutató. Pedagógusok Szakszervezete)
- Mérleg. Hátrányos helyzetű társadalmi csoportok Magyarországon 2007-ben; szerk. Kósáné Kovács Magda, Pető Andrea; Napvilág–Táncsics Mihály Alapítvány, Bp., 2007 (angolul is)

## Díjai
- Népköztársasági aranygyűrű[13]
- A Magyar Köztársasági Érdemrend középkeresztje a csillaggal (2009)[14]
- Húszéves a Köztársaság díj (2009)
- Józsefvárosi Becsületkereszt posztumusz (2020)[15]